# Burnin' (음반)
| 전문가 평가              | 전문가 평가 |
| 평가 점수                | 평가 점수   |
| 출처                     | 점수        |
| ------------------------ | ----------- |
| AllMusic                 | [ 1 ]       |
| Christgau's Record Guide | A           |

《Burnin'》은 1973년 10월에 발매된 자메이카의 레게 밴드 더 웨일러스의 여섯 번째 스튜디오 음반이다. 주로 밴드 리더 밥 말리가 썼고 크리스 블랙웰이 프로듀싱을 했다. 미국에서 상업적이고 비판적인 성공인 《Burnin'》은 골드 인증을 받았고 후에 내셔널 레코딩 레지스트리에 추가되었고, 미국 의회도서관은 역사적으로 그리고 문화적으로 중요하다고 간주했다.

## 음악 및 가사
밥 말리, 피터 토시, 버니 웨일러의 여섯 번째 음반(토시와 웨일러가 솔로 활동을 위해 떠나기 전 마지막 날, 그리고 밴드는 밥 말리 앤 더 웨일러스로 알려지게 되었다.) 《Burnin'》은 시그니처 곡인 〈Get Up, Stand Up〉을 통해 공개되며, 다른 말리 기준에서 〈I Shot the Sheriff〉가 에릭 클랩튼의 1위 히트곡으로 바뀐 것과 같이 이전의 음반보다 더 대립적이고 전투적인 톤을 담고 있다. 〈Duppy Conqueror〉, 〈Small Axe〉, 〈Put It On〉 그리고 〈Pass It On〉은 이전에 발매된 곡들을 다시 녹음하고 있다.

## 곡 목록
| #  | 제목                    | 작사·작곡          | 재생 시간 |
| -- | ----------------------- | ------------------ | --------- |
| 1. | 〈Get Up, Stand Up〉    | 밥 말리, 피터 토시 | 3:15      |
| 2. | 〈Hallelujah Time〉     | 진 와트            | 3:27      |
| 3. | 〈I Shot the Sheriff〉  | 말리               | 4:39      |
| 4. | 〈Burnin' and Lootin'〉 | 말리               | 4:11      |
| 5. | 〈Put It On〉           | 말리               | 3:58      |

| #  | 제목                | 작사·작곡                     | 재생 시간 |
| -- | ------------------- | ----------------------------- | --------- |
| 1. | 〈Small Axe〉       | 말리                          | 4:00      |
| 2. | 〈Pass It On〉      | 와트                          | 3:32      |
| 3. | 〈Duppy Conqueror〉 | 말리                          | 3:44      |
| 4. | 〈One Foundation〉  | 토시                          | 3:44      |
| 5. | 〈Rasta Man Chant〉 | 민요, 말리, 토시, 버니 웨일러 | 3:43      |